# Mistrzostwa NACAC w Biegach Przełajowych 2011
Mistrzostwa NACAC w Biegach Przełajowych – zawody lekkoatletyczne, które odbyły się 20 lutego 2011 w stolicy Trynidadu i Tobago Port-of-Spain.

## Rezultaty

### Mężczyźni
| Konkurencja:          | Złoto                                                                            | Wynik   | Srebro            | Wynik   | Brąz                | Wynik   |
| Bieg seniorów na 8 km | Robert Cheseret                                                                  | 23:43   | Cameron Levins    | 23:46   | Colin Leak          | 23:51   |
| Drużyna seniorów      | Stany Zjednoczone · Robert Cheseret · Colin Leak · Jeremy Johnson · Craig Curley | 15 pkt. | Kanada ·          | 37 pkt. | Trynidad i Tobago · | 86 pkt. |
| Bieg juniorów na 6 km | Ross Proudfoot                                                                   | 18:27   | Connor Darlington | 18:29   | Paul Janikowski     | 18:29   |
| Drużyna juniorów      | Kanada · Ross Proudfoot · Connor Darlington · Paul Janikowski · ?                | 12 pkt. | Stany Zjednoczone | 37 pkt. | Portoryko           | 56 pkt. |

### Kobiety
| Konkurencja:          | Złoto                                                                          | Wynik   | Srebro            | Wynik   | Brąz              | Wynik   |
| Bieg seniorek na 6 km | Kate Harrison                                                                  | 20:19   | Megan Duwell      | 20:22   | Kim Conley        | 20:24   |
| Drużyna seniorek      | Stany Zjednoczone · Megan Duwell · Kim Conley · Allie Kieffer · Kathy Newberry | 14 pkt. | Kanada            | 30 pkt. | Trynidad i Tobago | 68 pkt. |
| Bieg juniorek na 4 km | Chelsea Orr                                                                    | 13:54   | Fiona Benson      | 14:00   | Maria Bernard     | 14:02   |
| Drużyna juniorek      | Kanada · Fiona Benson · Maria Bernard · ? · ?                                  | 25 pkt. | Stany Zjednoczone | 30 pkt. | Portoryko         | 61 pkt. |

## Klasyfikacja medalowa
| Miejsce | Kraj                          | Złoto | Srebro | Brąz | Razem |
| 1       | Kanada                        | 4     | 5      | 2    | 11    |
| 2       | Stany Zjednoczone             | 4     | 3      | 2    | 9     |
| 3       | Portoryko · Trynidad i Tobago | 0     | 0      | 2    | 2     |